# Alejandro Catena
Alejandro Catena (Madrid, 1994. október 28. –) spanyol labdarúgó, a Rayo Vallecano hátvédje

## Pályafutása
Catena a spanyol fővárosban, Madridban született. Az ifjúsági pályafutását a Móstoles akadémiájánál kezdte.
2013-ban mutatkozott be a Móstoles felnőtt keretében. 2016-ban a Navalcarnero, majd 2017-ben a Marbella szerződtette. 2018-ban a másodosztályú Reushoz igazolt. 2019. január 31-én szerződést kötött az első osztályban szereplő Rayo Vallecano együttesével. Először a 2019. május 12-ei, Valladolid ellen 2–1-re elvesztett mérkőzésen lépett pályára. Első gólját 2019. október 11-én, a Tenerife ellen hazai pályán 2–1-re megnyert találkozón szerezte meg.

## Statisztikák
2022. október 22. szerint
| Klub           | Szezon   | Osztály          | Bajnokság | Bajnokság | Kupa és Ligakupa | Kupa és Ligakupa | Nemzetközi | Nemzetközi | Összesen | Összesen |
| Klub           | Szezon   | Osztály          | Meccs     | Gól       | Meccs            | Gól              | Meccs      | Gól        | Meccs    | Gól      |
| -------------- | -------- | ---------------- | --------- | --------- | ---------------- | ---------------- | ---------- | ---------- | -------- | -------- |
| Reus           | 2018–19  | Segunda División | 21        | 1         | 2                | 0                | —          | —          | 23       | 1        |
| Rayo Vallecano | 2018–19  | La Liga          | 2         | 0         | 0                | 0                | —          | —          | 2        | 0        |
| Rayo Vallecano | 2019–20  | Segunda División | 39        | 3         | 1                | 1                | —          | —          | 40       | 4        |
| Rayo Vallecano | 2020–21  | Segunda División | 43        | 2         | 3                | 1                | —          | —          | 46       | 3        |
| Rayo Vallecano | 2021–22  | La Liga          | 36        | 2         | 4                | 0                | —          | —          | 40       | 2        |
| Rayo Vallecano | 2022–23  | La Liga          | 11        | 1         | 0                | 0                | —          | —          | 11       | 1        |
| Rayo Vallecano | Összesen | Összesen         | 131       | 8         | 8                | 2                | 0          | 0          | 139      | 10       |
| Összesen       | Összesen | Összesen         | 152       | 9         | 10               | 2                | 0          | 0          | 162      | 11       |

## Sikerei, díjai
Rayo Vallecano
- Segunda División
  - Feljutó (1): 2020–21

## Fordítás
Ez a szócikk részben vagy egészben  az   Alejandro Catena című angol Wikipédia-szócikk fordításán alapul.  Az eredeti cikk szerkesztőit annak laptörténete sorolja fel. Ez a jelzés csupán a megfogalmazás eredetét és a szerzői jogokat jelzi, nem szolgál a cikkben szereplő információk forrásmegjelöléseként.